# Die Bücher der Magie
Die Bücher der Magie (engl. The Books of Magic) ist eine zweiteilige Comicserie des englischen Autors Neil Gaiman. Sie entstand im Jahr 1990.

## Inhalt
Der Junge Timothy Hunter erfährt durch die Trenchcoat Brigade, vier Männer in Trenchcoats (John Constantine, Doctor Occult, Phantom Stranger und Mister E), dass er der größte Magier seines Jahrhunderts werden kann. Er stimmt zu und begibt sich auf eine Reise voller Gefahren. Timothy Hunter lernt die Welt der Magie und ihre Bewohner kennen.

## Entstehung und Veröffentlichung
Der erste Teil von Die Bücher der Magie ist eine vierteilige Reihe, die von Neil Gaiman geschrieben wurde. Jedes der vier Bücher beschäftigt sich mit der Reise Timothy Hunters mit einem der Männer in Trenchcoats. Die Hefte wurden von den Zeichnern John Bolton, Scott Hampton, Charles Vess und Paul Johnson gestaltet, die jeweils ein Heft übernahmen. Die Reihe erschien 1990 und 1991 bei Vertigo, einem Imprint von DC Comics.
Ab 1994 wurde die Reihe mit dem Autor John Ney Rieber fortgesetzt, später schrieb auch Peter Gross. Zeichner waren Peter Gross, Gary Amaro und Peter Snejbjerg.
Bis 2000 umfasste die Reihe 75 Hefte. Beide Teile wurden später auch in Sammelbänden veröffentlicht, der erste in einem, der zweite in sieben, die jedoch nur die ersten 50 Ausgaben umfassen.
Auf Deutsch erschienen sieben Hefte der Reihe von 1996 bis 2002 bei Speed Comics. 2004 folgte eine Neuauflage des ersten Bandes.

## Adaption
Der Verlag HarperCollins veröffentlichte 2003 eine Romanreihe, geschrieben von Carla Jablonski, die auf den Comics basiert. Sie umfasst sieben Bände.